# Storm Chaser
Storm Chaser — мініальбом англійського гурту Erasure, який був випущений 24 вересня 2007 року.

## Композиції
| #     | Назва                     | Тривалість |
| ----- | ------------------------- | ---------- |
| 1.    | «Storm in a Teacup»       | 3:27       |
| 2.    | «Sucker for Love»         | 6:37       |
| 3.    | «Golden Heart»            | 3:45       |
| 4.    | «Early Bird»              | 3:11       |
| 5.    | «Storm in a Teacup»       | 7:31       |
| 6.    | «Storm in a Teacup»       | 5:56       |
| 7.    | «When a Lover Leaves You» | 3:49       |
| 8.    | «Glass Angel»             | 7:50       |
| 51:45 |                           |            |

## Учасники запису
- Вінс Кларк - вокал
- Енді Бел - синтезатор, басс

## Позиція в чартах
| Хіт-парад       | Найвища позиція |
| --------------- | --------------- |
| Данія           | 17              |
| Велика Британія | 172             |
| США             | 14              |